# Greningen
Greningen är en sjö i Åre kommun i Jämtland och ingår i Indalsälvens huvudavrinningsområde. Sjön har en area på 2,55 kvadratkilometer och ligger 589,2 meter över havet. Sjön avvattnas av vattendraget Kvarnån.

## Delavrinningsområde
Greningen ingår i det delavrinningsområde (703014-135422) som SMHI kallar för Utloppet av 703239-135339. Medelhöjden är 630 meter över havet och ytan är 19,45 kvadratkilometer. Räknas de 3 avrinningsområdena uppströms in blir den ackumulerade arean 32,46 kvadratkilometer. Kvarnån som avvattnar avrinningsområdet har biflödesordning 3, vilket innebär att vattnet flödar genom totalt 3 vattendrag innan det når havet efter 328 kilometer. Avrinningsområdet består mestadels av skog (64 procent) och sankmarker (16 procent). Avrinningsområdet har 2,7 kvadratkilometer vattenytor vilket ger det en sjöprocent på 13,9 procent.